# Optatief
De optatief (Latijn: optativus, optare = wensen) is, in de grammatica van de Indo-Europese talen en met name van het Oudgrieks, een van de persoonlijke wijzen (modi) van het werkwoord.

## Kenmerken (Oudgrieks)
Het Oudgrieks kende naast de indicatief (aantonende wijs, vb. "hij loopt".), de imperatief (gebiedende wijs, vb. "loop!") en de conjunctief (aanvoegende wijs, vb. "..dat hij lope") ook de optatief (wensende wijs, vb. "moge hij lopen!").
Oorspronkelijk diende de optatief om een (vervulbare) wens uit te drukken:

 vb. "Γενοιτο' ταυτα." = "Moge dat (toch) gebeuren."
Gaandeweg werd hij echter bij uitbreiding ook gebruikt:
- om een potentialis-schakering weer te geven, vergezeld van het partikel ἀν. Dit is een veronderstelling die voorgesteld wordt als theoretisch niet onmogelijk. 
 vb. "Γενοιτο ἀν ταυτα." = "Dat zou best 'ns kunnen gebeuren";
- in allerhande bijzinnen waarvan het hoofdwerkwoord in een verleden tijd staat. Hierbij wordt het werkwoord van de bijzin dat in een andere wijs (conjunctief, ... ) staat vervangen. Doorgaans wordt ἀν als het in de oorspronkelijke bijzin stond weggelaten. 
 vb. "Ἠγνοουν ὁτι ταυτα γενοιτο." = "Ze wisten niet dat dat zou gebeuren." 
 (Dit verschijnsel noemt men de optatief obliquus.)

De optatief is in het Grieks te herkennen aan het interfix -i- (jota), dat tussen de stam en de persoonsuitgang wordt gevoegd. 

## Verdwijning
Het gebruik van de Oudgriekse optatief ging in de loop der eeuwen verloren, en is uit het Nieuwgrieks volkomen verdwenen.
Oorspronkelijk heeft het Latijn wellicht ook een optatief gekend; dat blijkt uit de vormen s-i-m, s-i-s, etc. (van esse), en vel-i-m, vel-i-s, etc. (van velle).
Het Oergermaans kende ook nog een optatief, waaruit bijvoorbeeld de onregelmatige vervoeging in de tegenwoordige tijd van het Nederlandse werkwoord willen is voortgekomen (hij/zij wil, terwijl de te verwachten persoonsvorm hier wilt zou zijn).